# Emilio Siena
Emilio Siena (Foligno, 22 settembre 1921 – ...) è stato un calciatore italiano, di ruolo portiere.

## Carriera
Fu il primo calciatore proveniente dall'Umbria a giocare in Serie A.
Esordì giovanissimo in Serie C nella sconfitta per 6-2 del "suo" Foligno contro il Civitavecchia, squadra che incassò numerosi reti. Rimase a Foligno fino alla stagione 1940-1941, al termine della quale vinse il referendum "Asso Lanciato" indetta dal Littoriale, nel quale i calciatori di Serie C intervistati alla fine delle partite indicavano il nome di quello che consideravano l'avversario più forte.
Nel 1942 venne acquistato dalla Lazio ed esordì in campionato nella partita contro l'Ambrosiana-Inter, nella quale dovette sostituire Uber Gradella, infortunatosi all'ultimo momento. Nel dicembre dello stesso anno entrò a far parte della Nazionale Italiana Avieri. La sua carriera venne bruscamente interrotta dalla seconda guerra mondiale. Dopo la guerra ricevette via telegramma un'offerta d'ingaggio dalla Fiorentina, ma la madre non gli consegnò mai la lettera perché non voleva vederlo allontanarsi nuovamente.
Tornò allora a giocare nel Foligno, e negli anni successivi militò anche nello Spoleto e nell'Angelana.